# 小国両神社
小国両神社（おぐにりょうじんじゃ）は、熊本県阿蘇郡小国町宮原に鎮座する神社。富くじに関する開運招福の逸話が伝わり、境内社の祇園社に伝わる獅子舞や、神幸祭に奉納される下城楽、中原楽とよばれる神事芸能は、無形民俗文化財に指定されている。

## 社史
社記によると、太古の昔、兄弟神の高橋大神（高橋の宮）と火宮大神（火の宮）は、阿蘇を開拓した健磐龍命から小国郷開拓の命を受け、農耕を起こし庶民に衣食住や殖産興業などの生活根源を教えたとされる。郷土開発先駆の多大な功績により、仁徳天皇の御代に高橋大神を祀り、反正天皇の御代に火宮大神を祀ったことにより、両神社（りょうじんじゃ）の社名が始まったと伝わる。その経緯として次の神話がある。仁徳天皇の時代に、神社の北東に高橋山という山があり、この前を馬で通り掛かると必ず馬がつまずき、皆が不思議に思っていたところ、「我はこの山の主なり、我を敬えば万民安全にして、風雨違えず五穀豊穣なり」という神の言葉が聞こえたため、祠を立て祀ることとなった。また反正天皇の時代に、地獄田というところがあり、そこは水は湧き出ず、火が燃えている場所であったが、そこから「我は地獄田の霊であり、高橋大明神と一体の神である。よろしく並べて祀るべし」という神の言葉があったため、火の神大明神として高橋大明神の隣に祀るようになったと伝わる。
阿蘇に伝わる神話では、健磐龍命は高橋大神・火宮大神の祖父神にあたり、国造神社（阿蘇市一の宮町手野）に祀られる速瓶玉命と雨宮媛命が父母神とされ、雨宮神は小国に住む神で、手野の速瓶玉命と結婚したと伝わる。
社司年代記によると、平安時代の天暦元年や鎌倉時代の弘安4年に社殿が造営されるが、応仁、文明の後に兵乱が相次ぎ、社殿廃毀焼亡とあるが、古文書が焼失したため詳細は不明である。本殿は元禄2年（1689年）に再建。1953年（大正2年）に改築のため宮山を切り開き本殿を解体移築し、拝殿、楼門を新築する。1991年（平成3年）の台風19号により杉の大木が倒木し、楼門倒壊、本殿屋根、社務所が大破する。1997年（平成9年）10月に再建竣功した。

## 祭神

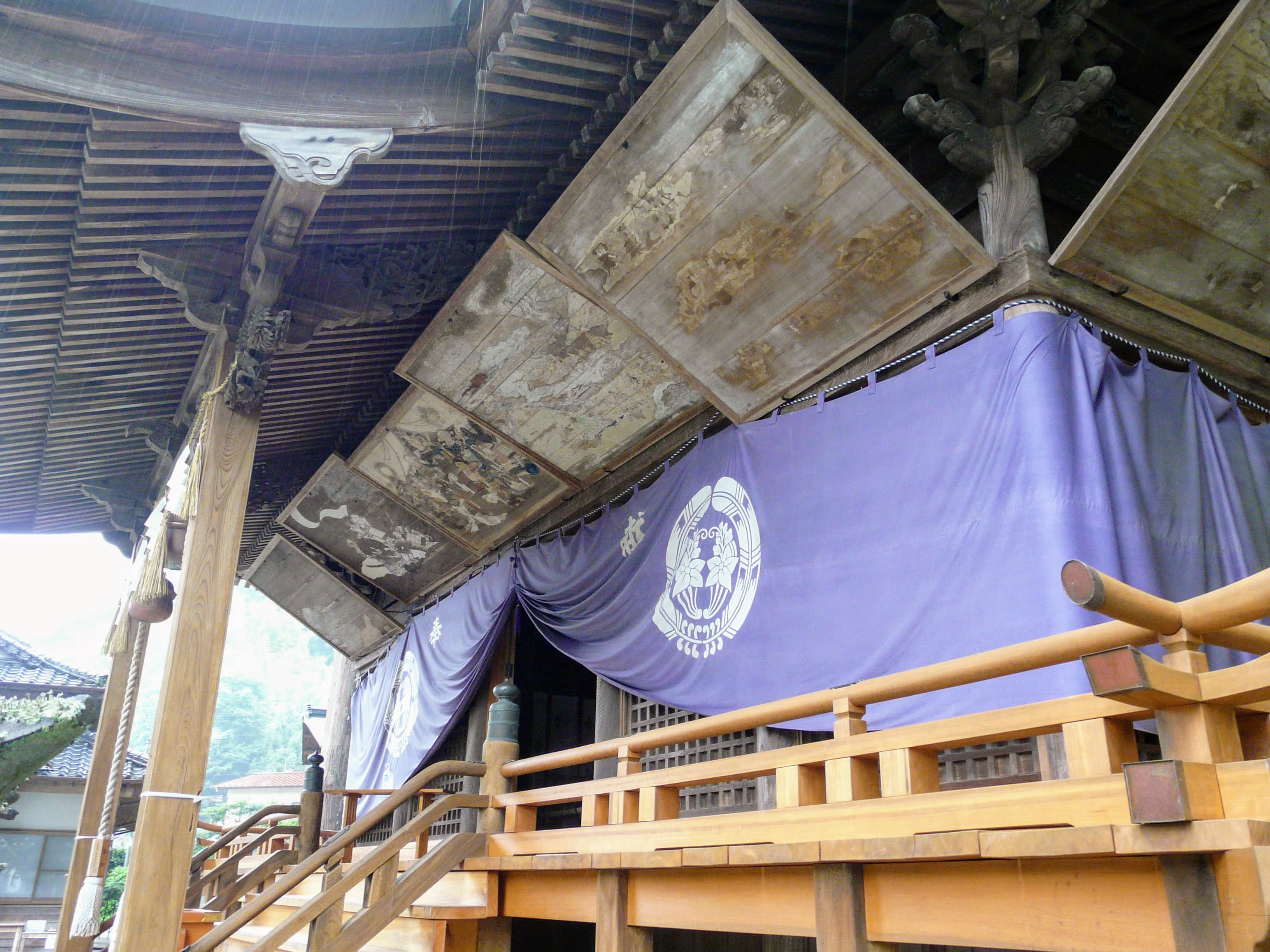
拝殿に掲げられた絵馬

主祭神
- 高橋大神（たかはしおおかみ）
- 火宮大神（ひのみやおおかみ）

配祀神
- 雨宮媛命（あまみやひめのみこと）
- 御妃神二座
- 御親族の神十六座

## 境内
- 鳥居
- 手水舎
- 楼門
- 御神木
- 拝殿 - 拝殿の前面と左右の軒下に大きな奉納絵馬が掛かる。
- 本殿 - 拝殿より1段高い位置にあり、本殿に向かって左に「高橋宮」、右に「火宮」の扁額が掛かる。
- 神輿庫
- 境内社

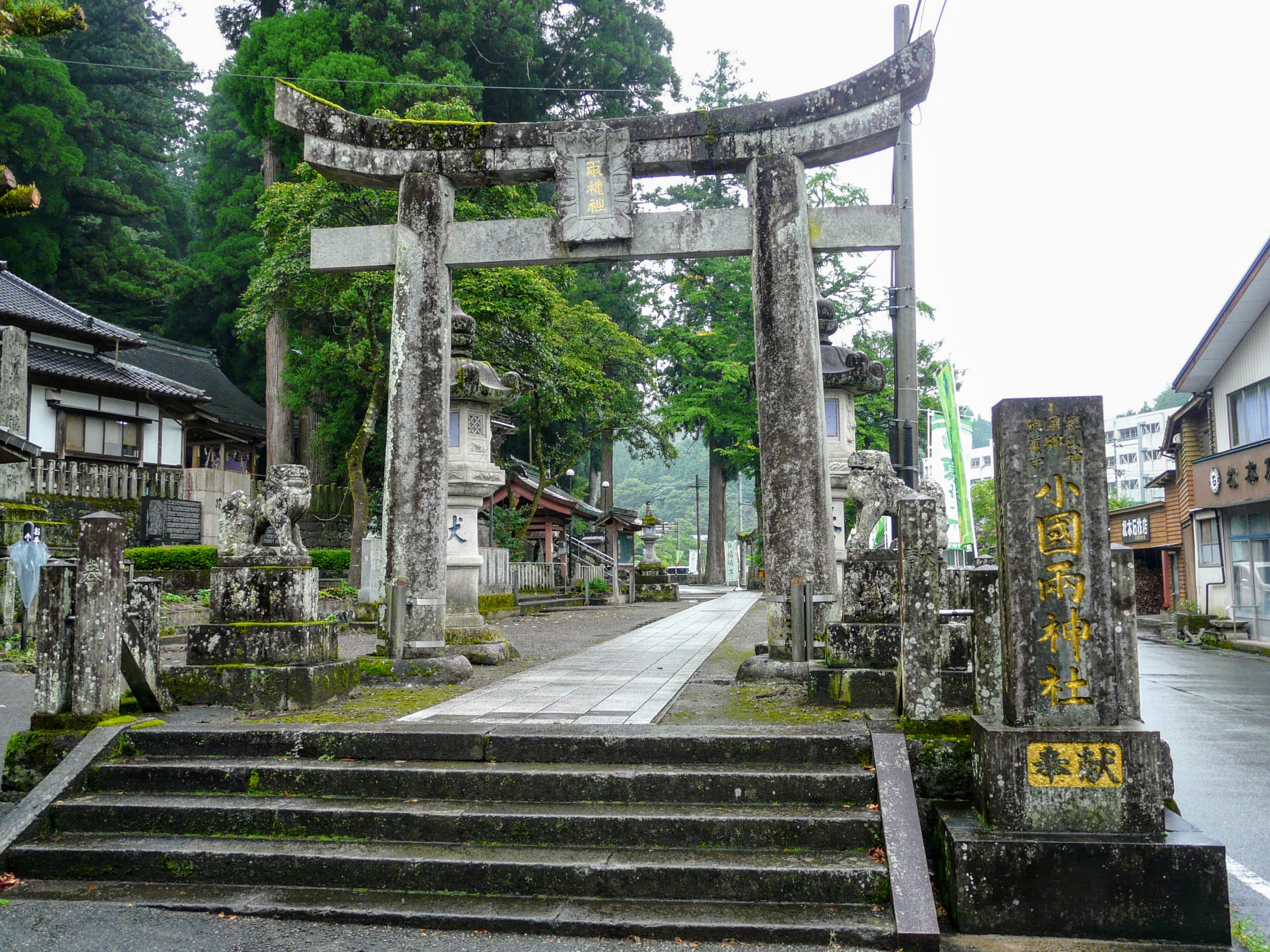
西参道鳥居と社号表
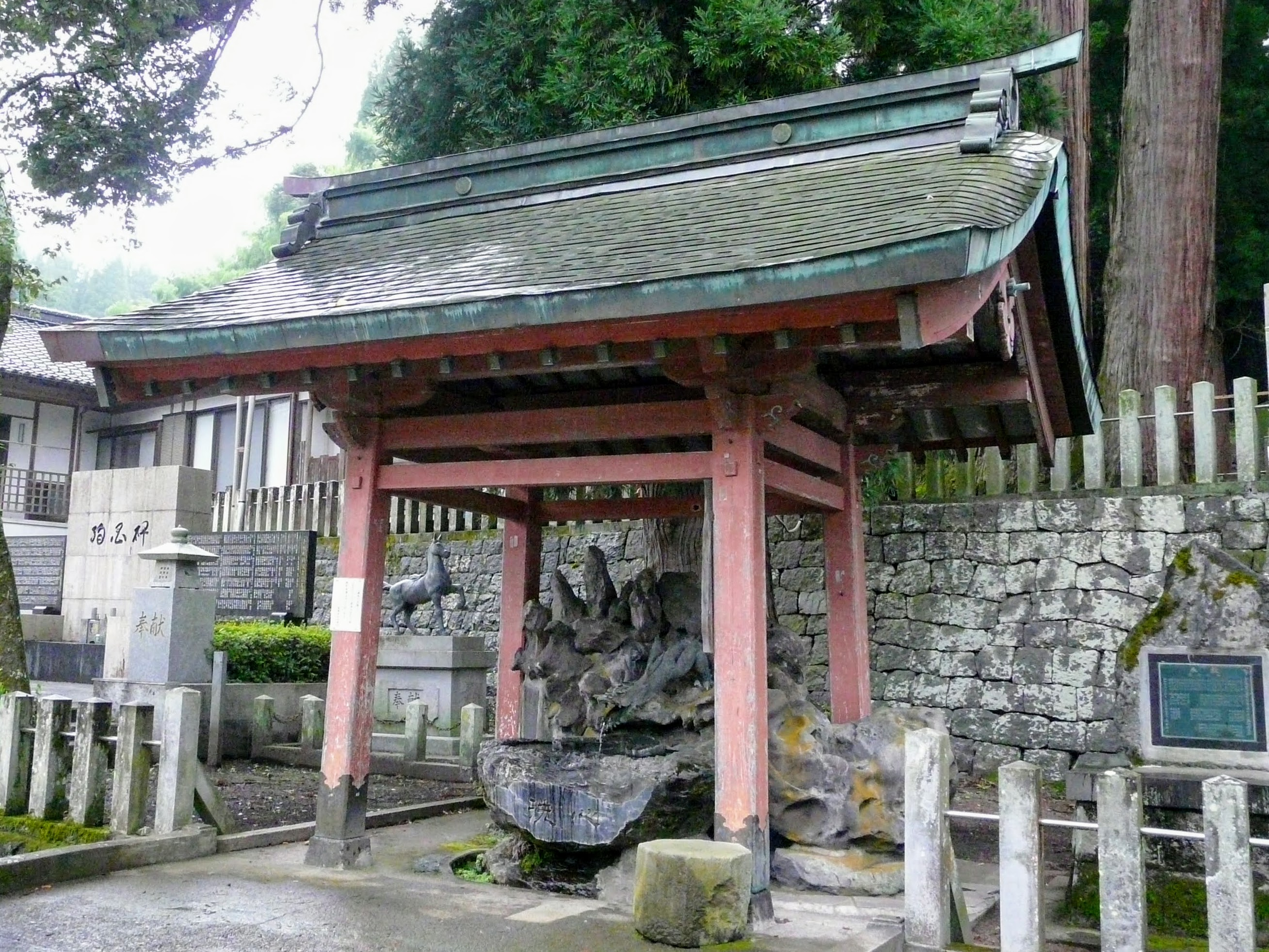
手水舎
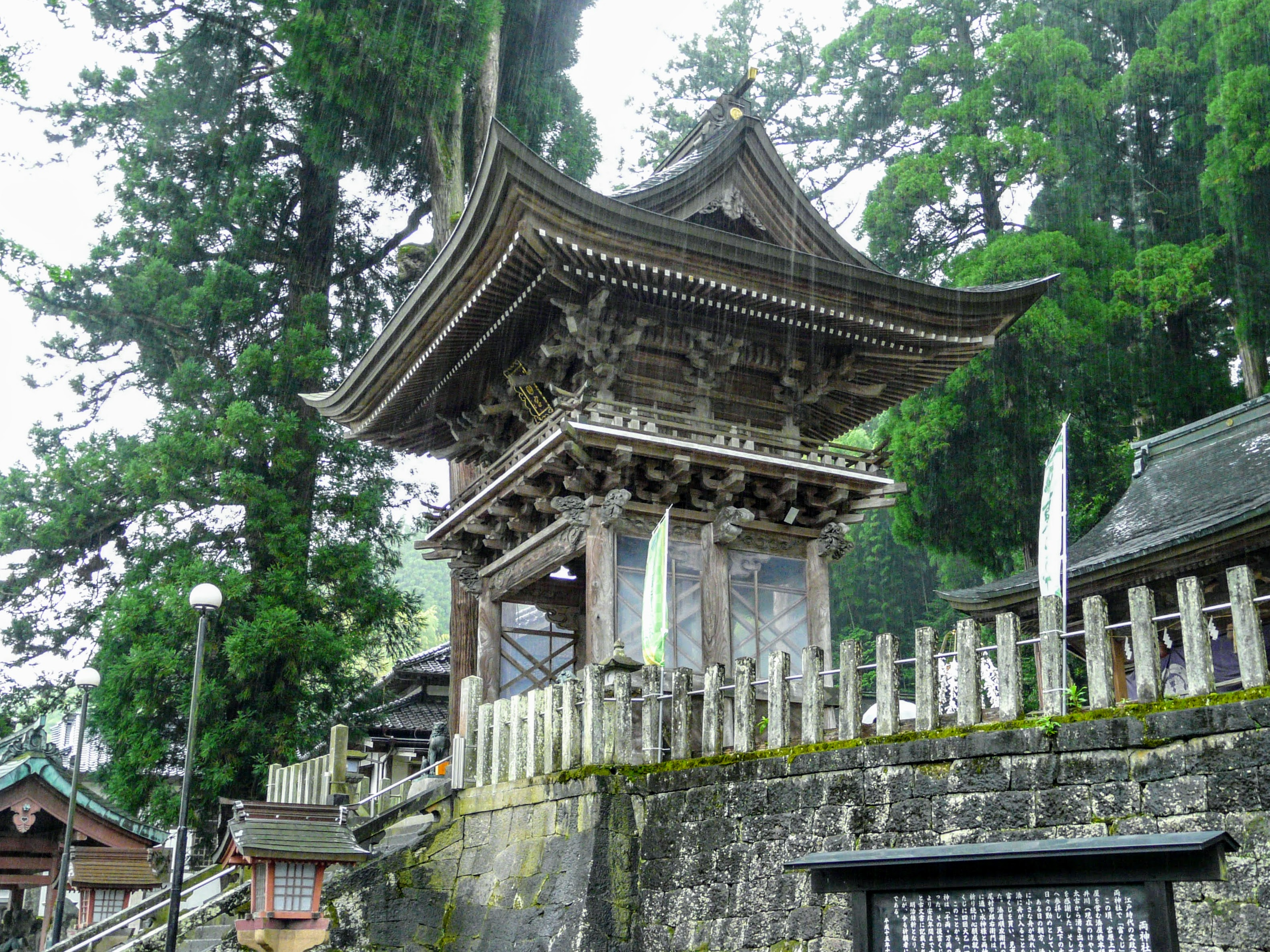
楼門
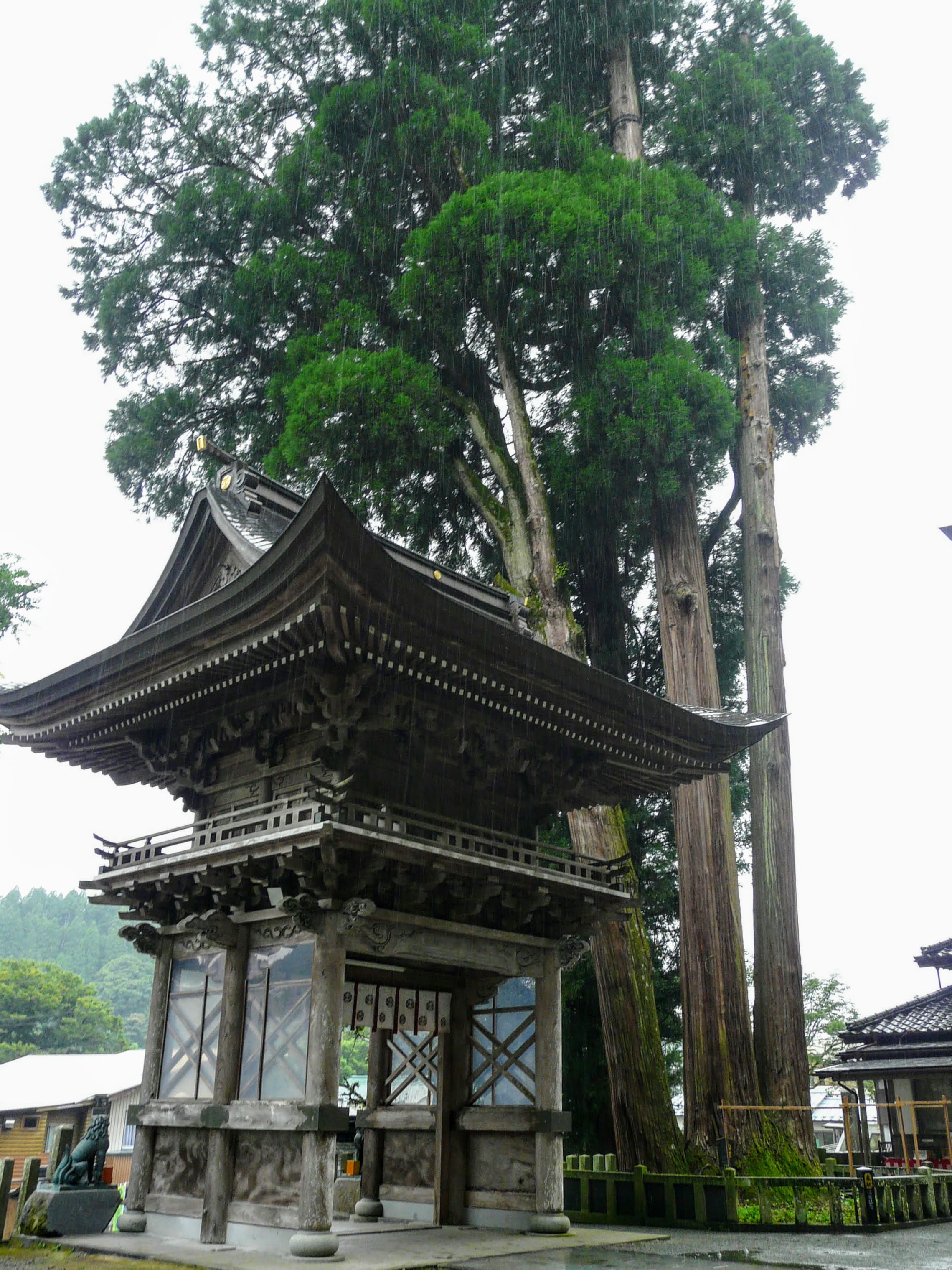
楼門と三神杉
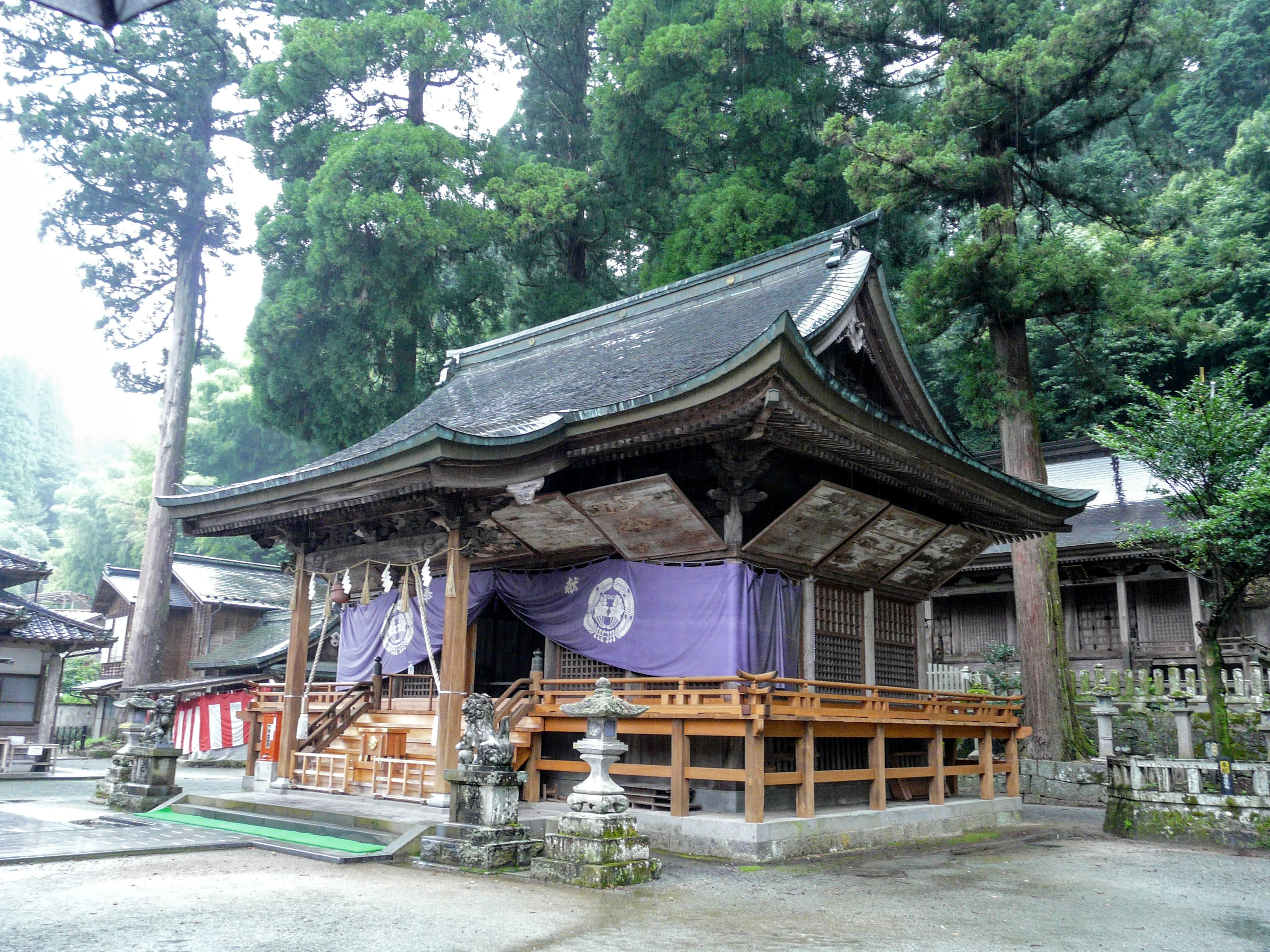
拝殿
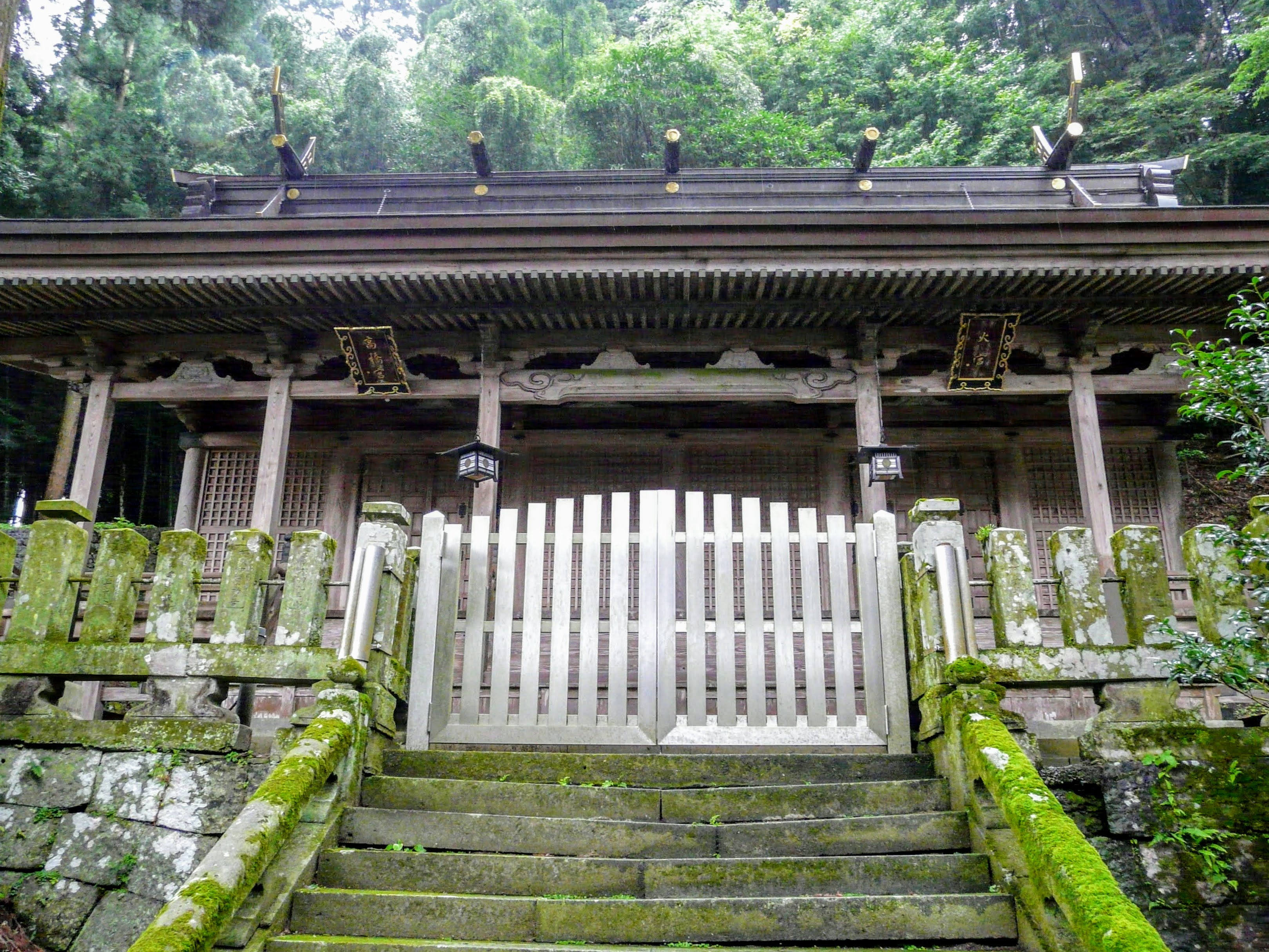
本殿
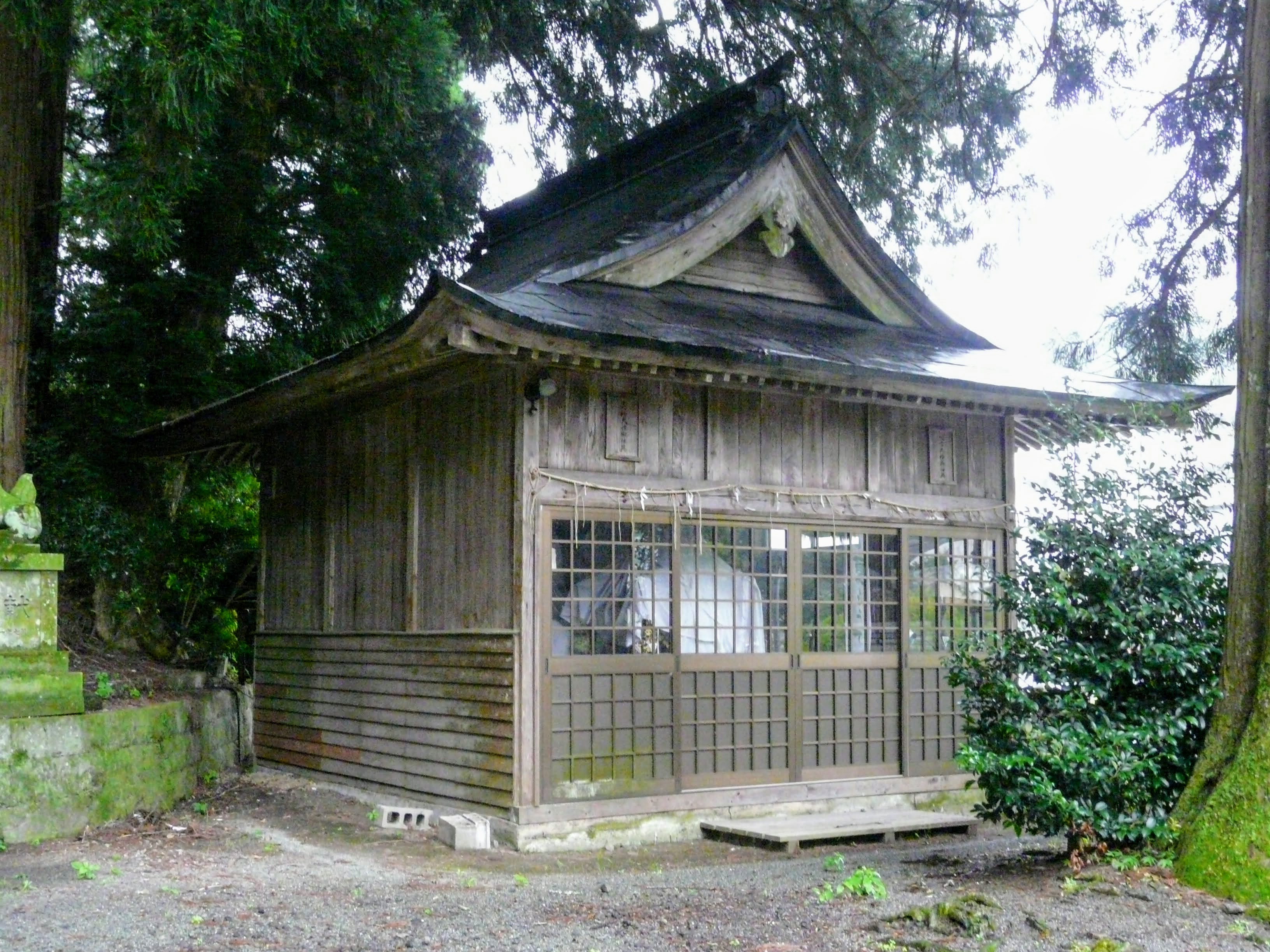
神輿庫
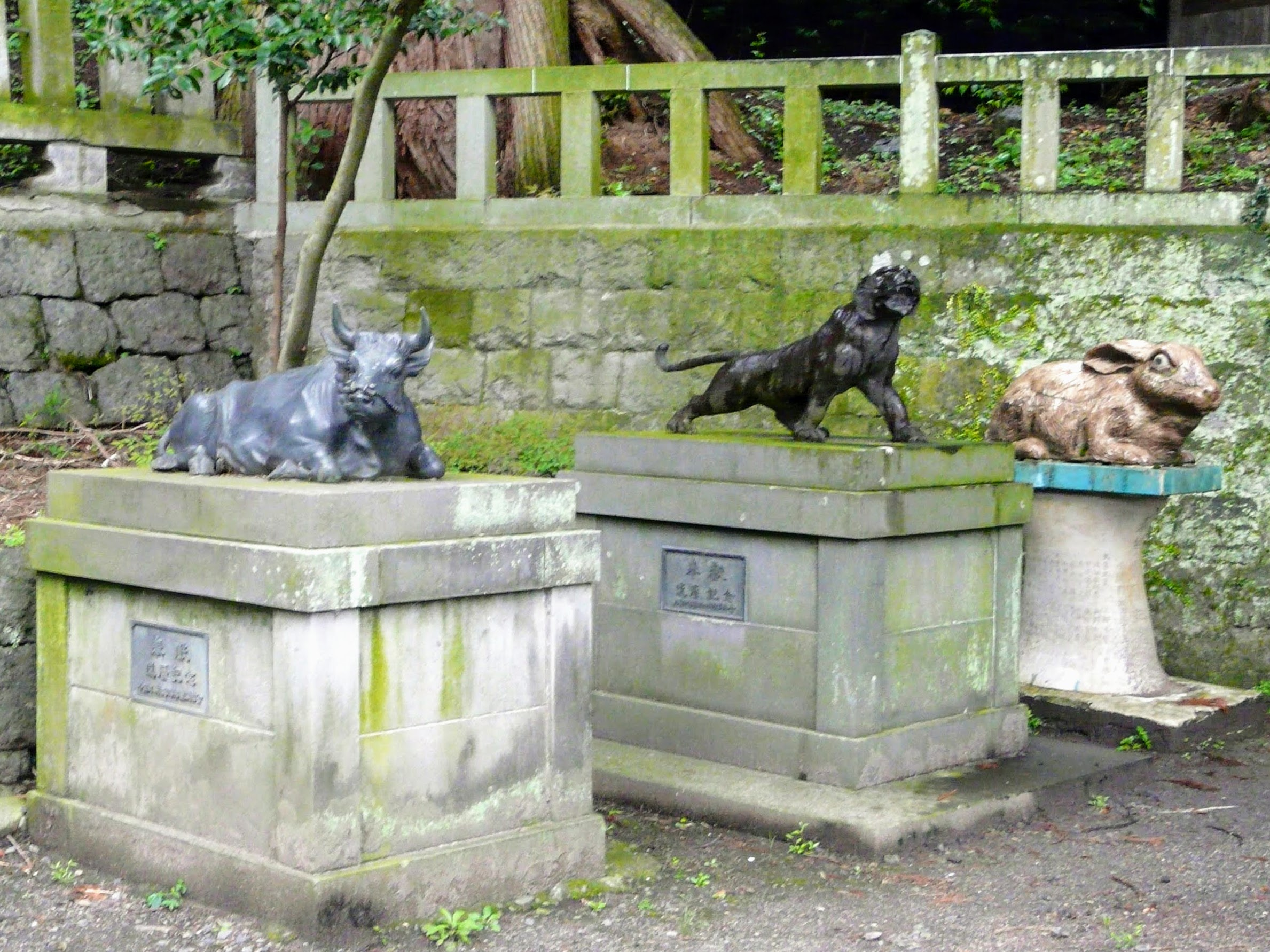
干支の石像
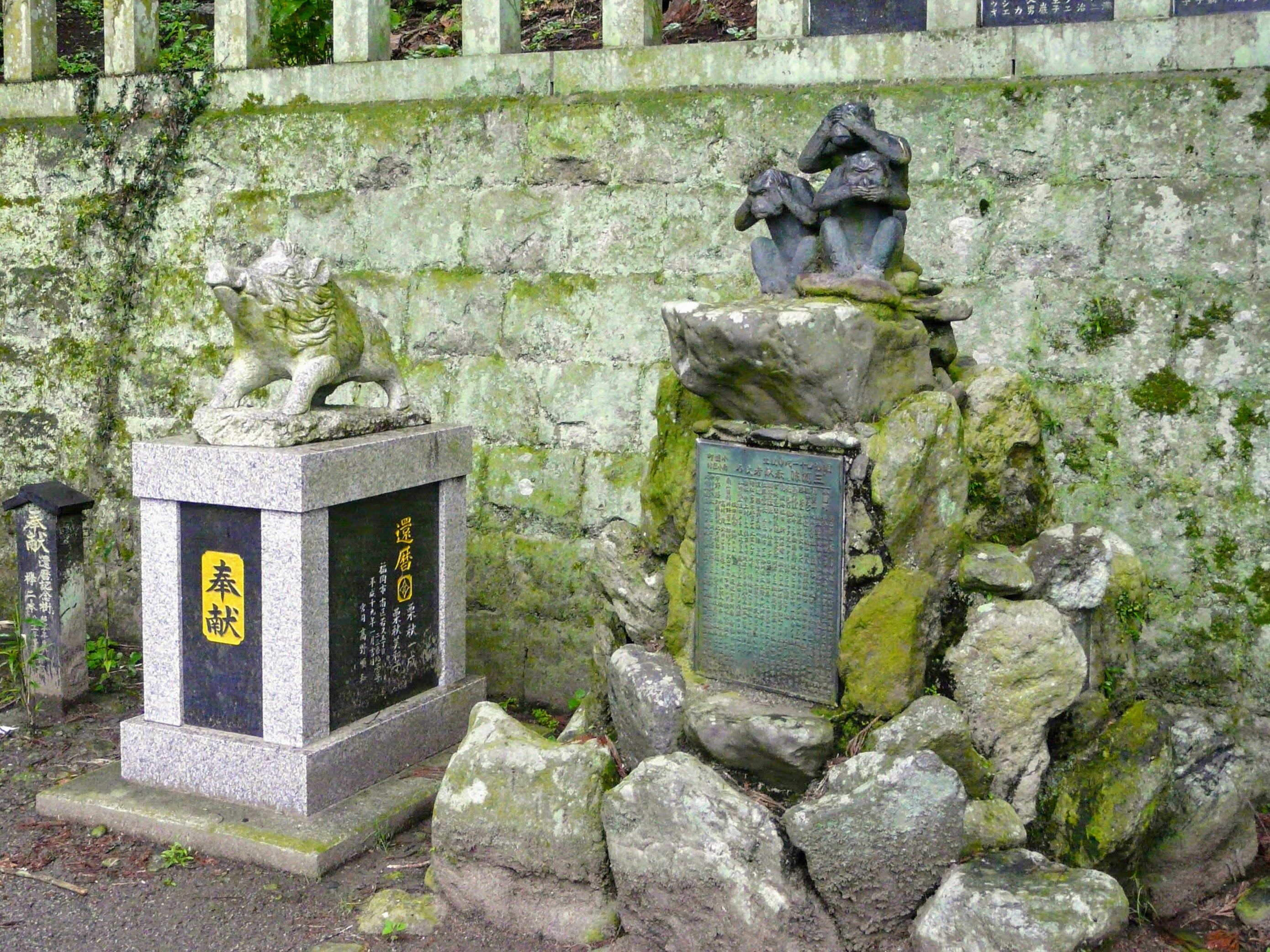
干支の石像

## 境内社
- 天神社
- 多賀社
- 祇園社 - 7月23日から25日に、小国町指定無形民俗文化財の宮原祇園社獅子舞が行われる。
- 本殿前に2社 - 本殿前で向かい合うように鎮座する。

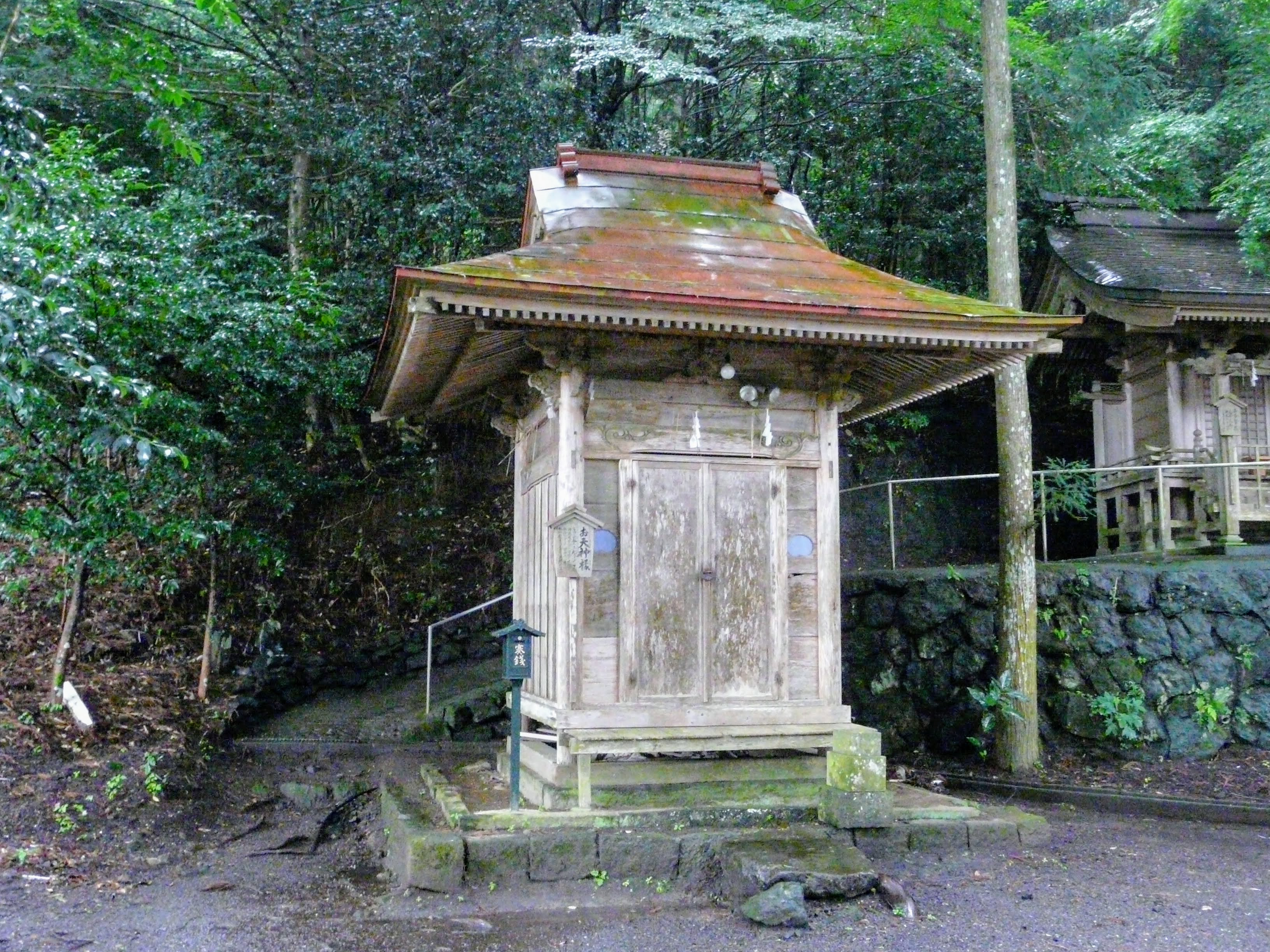
天神社
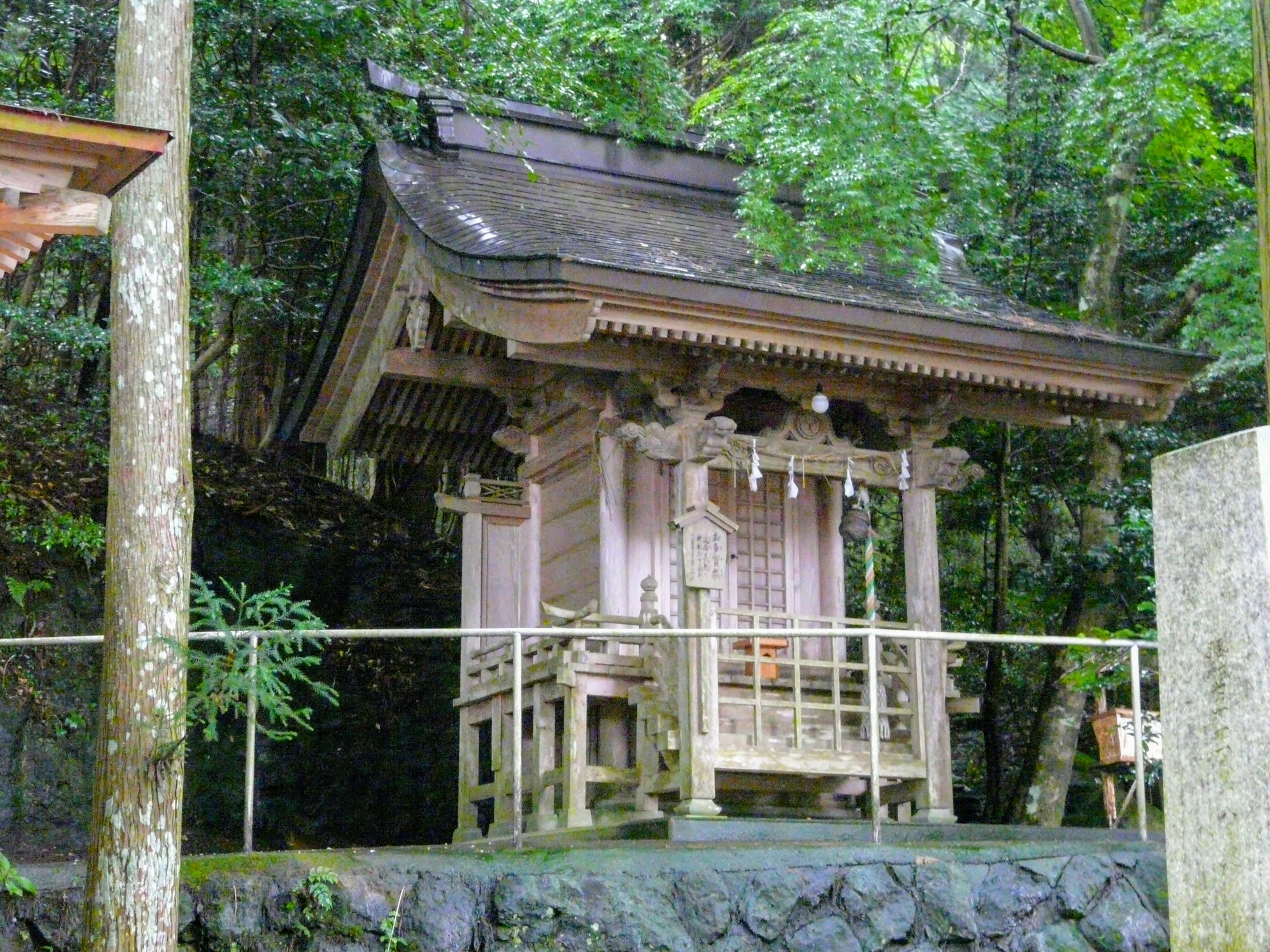
多賀社
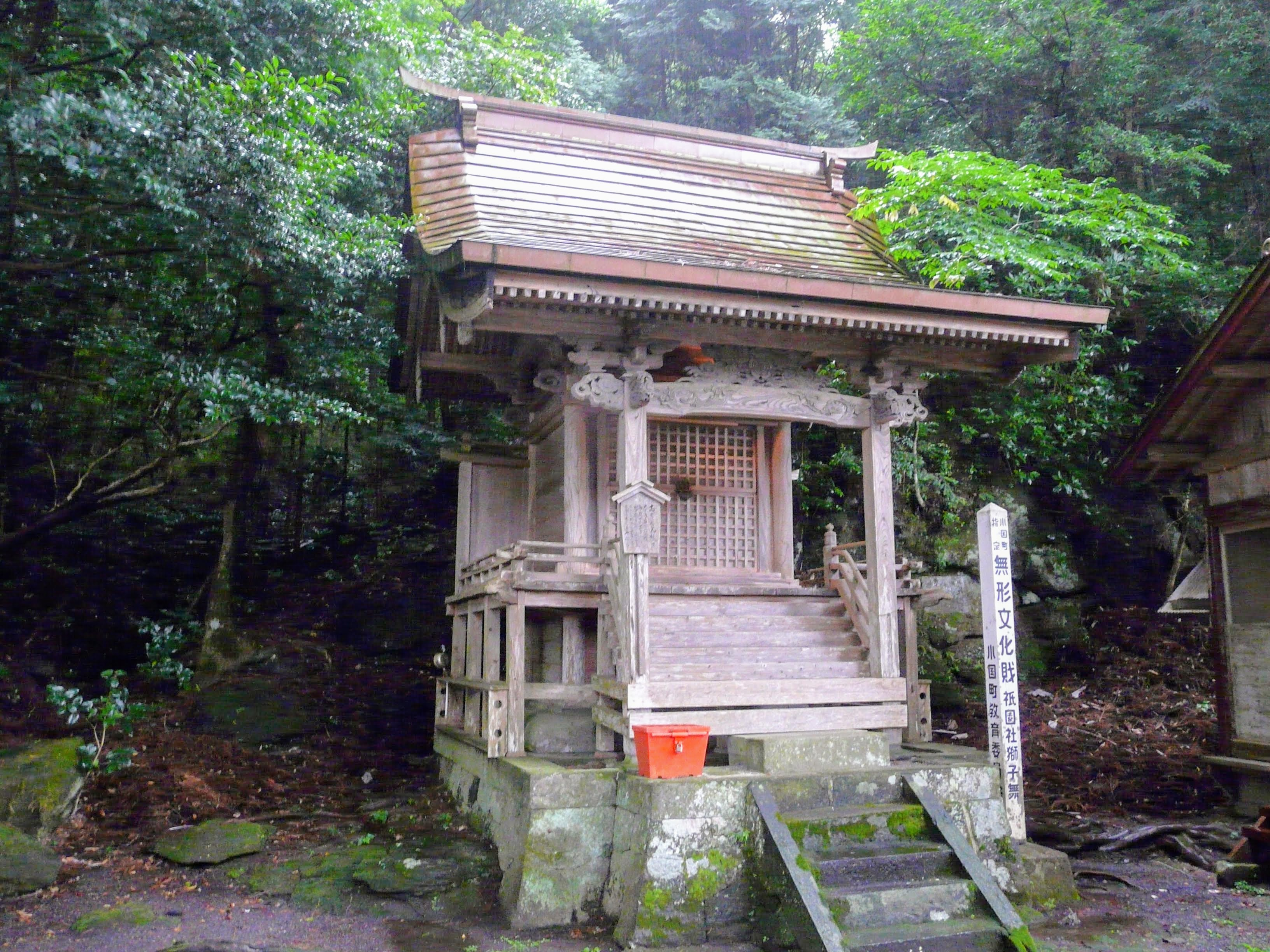
祇園社
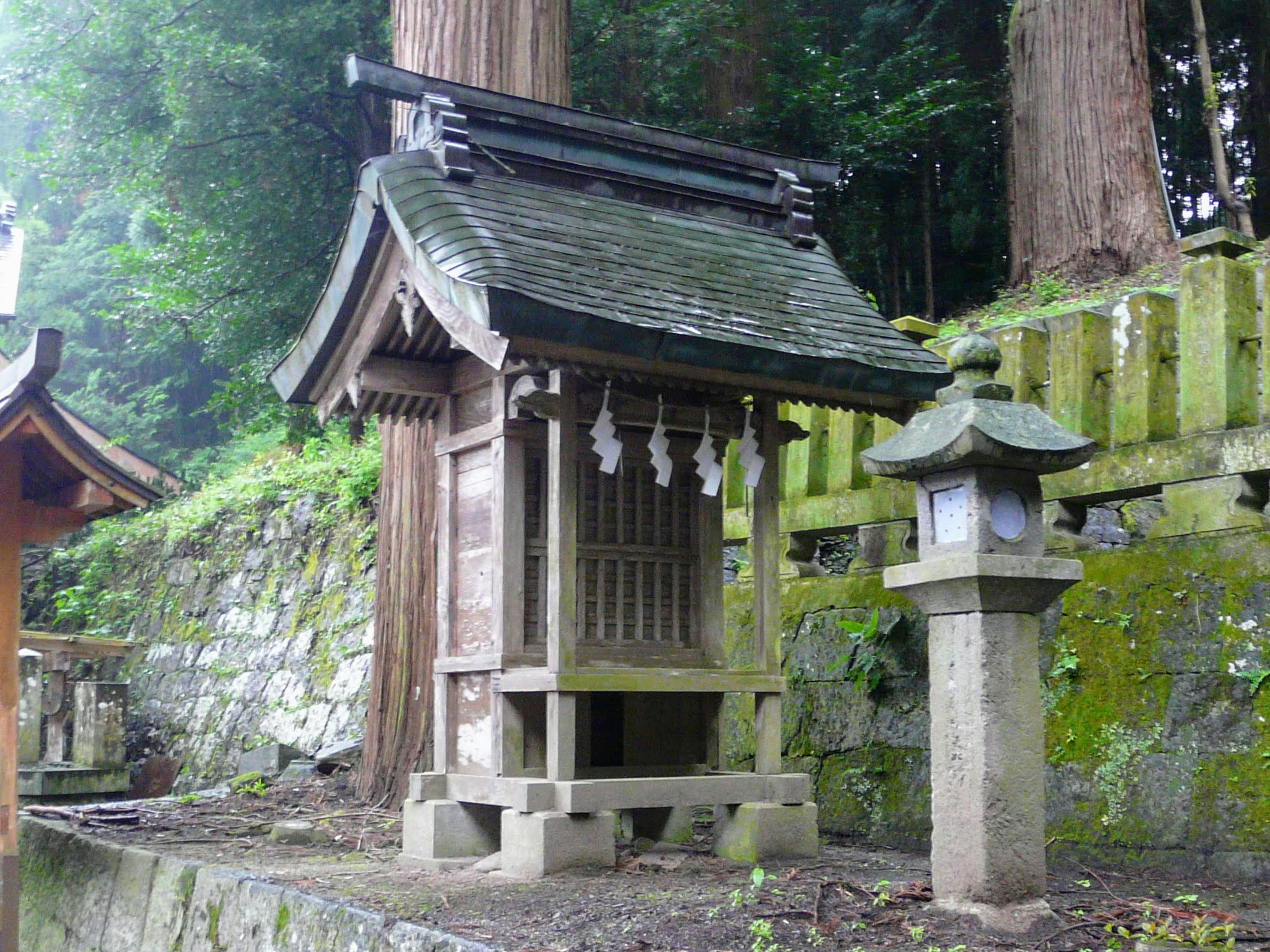
本殿前にある境内社（本殿向かって左）
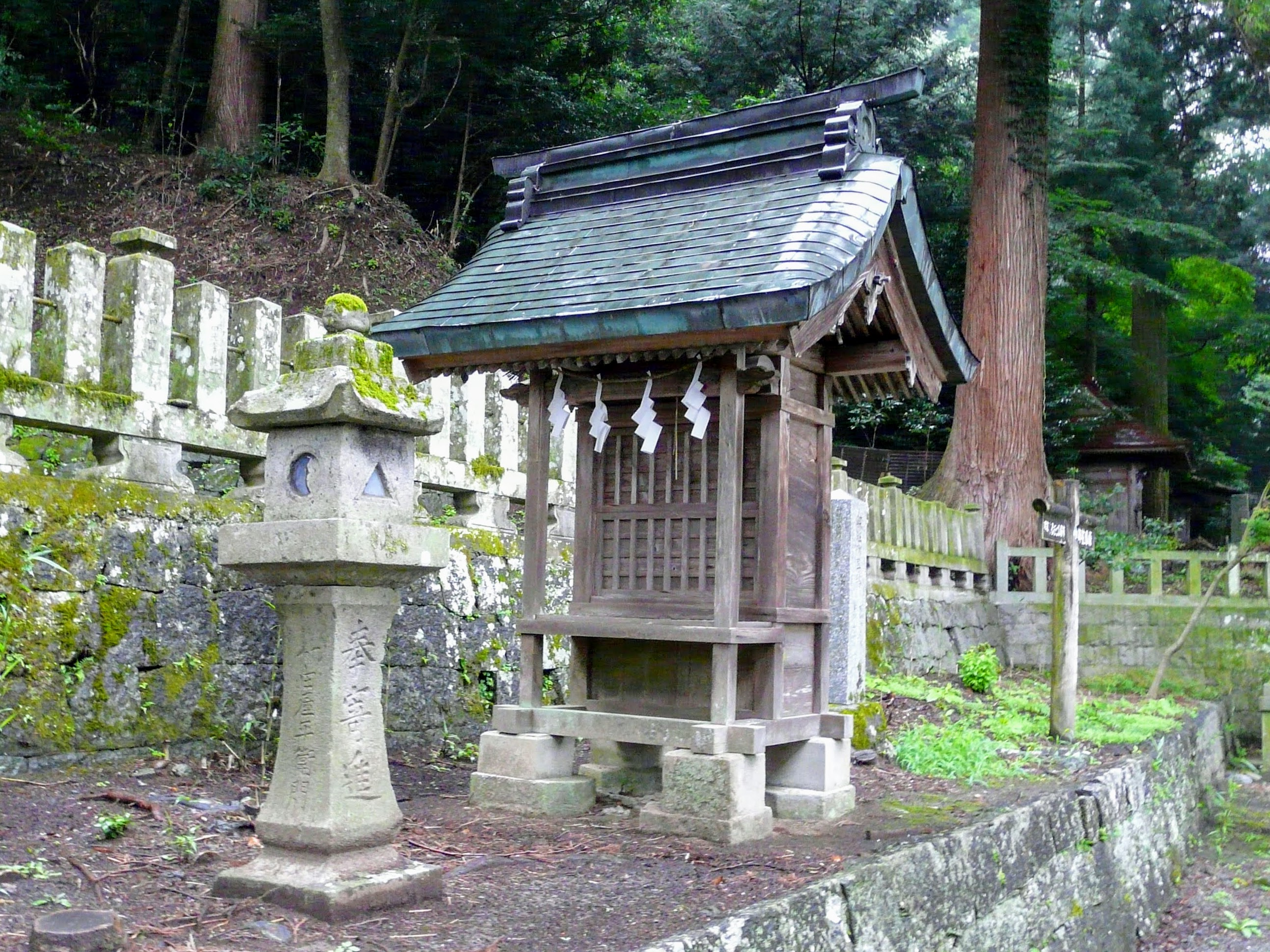
本殿前にある境内社（本殿向かって右）

## 富くじ
江戸時代末ごろ、江戸幕府や全国各藩の多くの寺社で盛んに「富くじ」が行われたが、小国郷でも文政元年（1818年）に小国郡代に願い出て両神社でも「富くじ」を行うことが許され、嘉永から安政年間までの10年間に76回も行われたと古文書に記載されている。
富くじに関する次の逸話が伝わる。小国郷の中心「宮原町」は、米・酒・醤油・油・古着・薬・鍛冶・藍・海産物などを商う店が軒を並べ、小国・久住（肥後領）の中心宿場として栄えた。その商家の中に、湊屋という橋本順左衛門の営む酒屋があったが、順左衛門は、毎朝近くの井川（現・けやき水源）で、心を静め体を清め、太古から湧き出る水を祀る水神様に自然の恵みを感謝し、また両神社では、天下の太平と商売繁盛を祈ることを朝の勤めとし、夕刻には、湊屋の裏にある鏡ヶ池に祀られている恵比寿様には、その日の商いを報告する三社参りを日課としていた。ある日、湊屋は津江の「鯛生金山」や鹿児島の「菱刈」で金を探し当て、大金持ちになり、周囲の人々は「湊屋が毎日三社参りをしたおかげ様だ」と噂になった。ある朝、順左衛門は、けやき水源に小舟が流れに逆らいながら入って行くという不思議な夢を見たが、この夢を吉兆と感じた順左衛門は、「富くじ」を買い、見事に大乙（一番くじ）を引き当てた。その後、湊屋は益々繁盛したが、この幸運を一人占めには出来ないと、惣庄屋北里伝兵衛のいる北里へ通じる横町坂や、溝口道路、けやき水源に入る道を石畳にした。人々は石畳となった道を「富くじの道」と呼んだ。この湊屋の「めでたい夢」の話を聞いた郷内の城尾村市郎右衛門は、湊屋の三社参りをまね、毎朝4ｋｍあまりの道を一年ほど通い続けて「一番くじ」を願い、「水神様」・「両神社」・「恵比寿様」に祈り続けると、ある朝、当りくじを予感させる夢一杯に広がる湧水を見たところ、願いは実り、両神社富くじと久住宮富くじに４回も一番くじを引き当てた。市郎右衛門も招運に感激し、湊屋にならい、福坂橋脇戸橋を架け直し、寺社に寄進し、市原までの道を石畳にした。（その一部は現在にも残っている。）また、大水害が小国郷を襲ったが、被害を憂いた湊屋は、両神社前の道を高め、川岸に堤防を築いた。（それらも現在に残っている。）これらのことから、両神社の高橋宮・火宮の二祭神は「千両・万両の神様」と呼ばれるようになった。明治維新になり、両神社の富くじは廃止されたが、けやき水源の水神様と両神社は、「幸運を呼ぶ神様」として、恵比寿様は「福を富ます神様」とされ、今も祈願者には開運招福があると伝わる。

## 祭事
- 10月14日 - 御本祭高橋大神祭および献幣式[1]
- 10月15日 - 御本祭火宮大神祭[1]
- 10月16日から18日 - 御神幸祭[1]
- 10月19日 - 御遷座祭[1]

例祭は10月16日から18日の４日間行われ、以前は「９月の市」と呼ばれていたが、これは旧暦の9月のことで、以前は阿蘇、隈府、玖珠、日田、方面より祭礼を目当てにした商人が訪れ、約一ヶ月間にわたり市を開き、帰りは土田、北里七日町、市原などで市を開きながら帰路についたと伝わる。現在の上町（現・小国町宮原上町）、下町（現・小国町宮原下町）の町並みは、両神社門前に露天を出していた商人達が土着し、できたとされる。
例祭では、古式ゆかしい神幸行列が行われ、小国郷の各地区毎に神馬や旗、梓弓などの行列の役割が決められている。神幸行列の先導役は、中原楽（下記参照）、下城楽（下記参照）とよばれる民俗芸能である。以前は黒川楽、岳の湯楽と呼ばれるものもあった。また江戸時代には長刀や鉄砲12丁を抱えた武士による先導も行われていたと伝わる。15日の夜には、御輿に御霊遷しが行われ、16日からお供の長い行列を従えた2基の御輿の神幸がある。これら行列は、南小国町の市原まで進み、ここで一夜を過ごし、17日に市原を出発し、宮原町中央にあるお旅所まで巡行し、ここで一夜を過ごす。18日に、広場で相撲などが行われ、両神社に帰還する。また神社の拝殿や御仮屋では「みわ神楽」（庭神楽ともいう）が行われるが、元は33番（33種）ある巫女神楽だったが、現在は男性が舞う神楽になっており、演目は『六調子』、『八乙女』という2番しか伝わっていない。これら舞は、回転動作を基本とする舞で、古い時代の巫女神楽を彷彿とさせる舞である。
- 中原楽 （なかばるがく）

瓜上、上中原の両地区住民により伝承されている神事芸能である。両地区住民が1年交代で中原楽を奉納する。踊り手たちは紺のじゅばんに鉢巻、鮮やかな赤のたすきなどで正装し、豊作に感謝する意を込め、五穀豊穣を祈願する中原楽を奉納する祭りである。小国両神社の例祭の神輿行列の先導を勤める。
- 下城楽

本村と坂下地区住民により伝承されている神事芸能で、400年の歴史がある。装いは、4歳から10歳までは、絣の着物に裁着袴、白鉢巻に白だすきで、背には長い「しで」を垂らしたいでたちで、両手には「こもらせ」という拍子木を持つ。11歳から15歳までは、同じ衣装だが薙刀を持つ。大人は、黒い衣装に白鉢巻と白だすきをつけ、長さ1.5ｍ余りの棒を持ち、その内の３人は棒の先に瓢箪をつけ、烏帽子をかぶり爺さんと婆さんの面を付ける。
神幸行列は、天狗の面を付けた猿田彦大明神を先頭に、大太鼓や笛、銅（とん）拍子、鉦の囃子で神社に向かう。村の入り口で楽を披露し、神社に着くと鳥居から２列に並び、薙刀を振り回す「いりは」を行いながら進み、神殿を回る「宮巡り」が行われる。その後、境内で踊ると瓢箪が「大出来、大出来」と褒めながら踊って回り、次に「筑後振り」は「おい」の掛け声と供に鉦をチンチンと叩く『オイチンチン』踊りを奉納する。さらに「遠賀」と続き、「では」の踊りで鳥居を出て帰って行く。

## 文化財

### 小国町指定無形民俗文化財
- 宮原祇園社獅子舞 - 指定年月日：1980年（昭和55年）10月22日[6]。

小国両神社の境内社の祇園社で、7月23日から25日に行われる夏祭りで奉納される獅子舞で、悪病退治、魔除けの願いが込められた舞である。江戸時代初期に小国郷に疫病が大流行したおりに、悪病退散の祈願のために祇園神社に奉納したのが始まりとされ、小国町宮原に4つある村の内の上町の住民により伝承されてきた約300年の伝統ある神事芸能であり、現在、宮原祇園社獅子舞保存会により伝承されている。
雌雄の二頭の獅子があり、二人一組で舞い、通常、獅子頭を大人が、尻尾を中学生までの子供が操る。黒塗りの獅子頭に緑の胴幕が雄で、朱の獅子頭に茶の胴幕が雌である。お囃子は、太鼓と笛が使われ、曲目は4種類あり、曲目によっては、1ｍ強の竹の棒の先に、六角形に竹を編み、金紙や五色の紙で飾った唐団扇（とううちわ）が付く。また『かご牡丹』という演目では、「あおき」を紅白の造花で飾った牡丹2本を使う。祭りの前日の夜（「よど」とよばれる）の7時半ごろから神社の前で獅子舞が奉納されるが、「カケ」「キリン」「ラン」「キリンの地振り」「キリンの玉ねぶり」「キリンの曲」「相楽」「かご牡丹」の8段の舞の全てが行われる。24日は、朝から神社内にある宮司宅で3段、皿山にある宮司本宅で2段の舞が行われる。その後、雌雄の獅子は別々に、「家払い」・「魔払い」と呼ばれる町内の家々を廻る魔除けを行うが、獅子の頭には御幣が付けられており、廻った家に魔よけのお守りとして配られる。夕方4時半ごろ、神社で祭りが始まり、「カケ」「キリン」「かご牡丹」の3段の舞が行われ、この間に御輿に御神霊が移され、5時半から獅子を先頭に殿町の御仮屋まで神幸行列が行われ、御仮屋では「カケ」「キリン」「ラン」「キリンの曲」「かご牡丹」の5段が奉納される。25日も朝から各家を廻り「魔払い」が行われ、4時半に御仮屋で「カケ」「キリン」「ラン」の3段を舞った後、還御（かんぎょ）の神幸行列の先導を勤め、神社に帰り、八段の舞が行われる。宮原では祇園の獅子が出ないと夕立が上がらないといわれている。
- 下城楽 - 指定年月日：1980年（昭和55年）10月22日。詳細は既述。小国両神社、下城若宮神社の秋の例大祭で奉納される[6]。

### 南小国町指定無形民俗文化財
- 中原楽 - 指定年月日：1983年（昭和58年）3月10日。詳細は既述。小国両神社、中原熊野座神社の秋の例大祭で奉納される[6]。